# Fernando de Santibañes
Fernando de Santibañes (Berisso, provincia de Buenos Aires, 11 de marzo de 1945) es un político y banquero argentino. Fue secretario de Inteligencia de la Argentina entre diciembre de 1999 hasta octubre de 2000, durante la primera mitad de la presidencia de Fernando de la Rúa. De Santibañes renunció luego de verse envuelto en el escándalo de coimas en el Senado de la Nación Argentina. Fue absuelto de todos los cargos relacionados con el escándalo en 2013.

## Biografía
De Santibañes nació en Berisso, y estudió Economía en la Universidad del Salvador y en la Universidad de Chicago. Se desempeñó en el Banco Financiero desde 1984 y llegó a encabezar la compañía en 1993 hasta que el banco fue absorbido por el BBVA Banco Francés en 1997 por $184 millones de dólares. Su gestión al frente del Financiero se destacó por la adquisición del Banco de Crédito Argentino, considerado mayor que el que presidía; pero también por facilitar la adquisición de un crédito por $70 millones de dólares en 1990 al manufacturadora de cueros Inducuer.
Partidario de las políticas neoliberales, durante la década de 1990, Santibañes se desempeñó como docente en la Universidad del CEMA; y en FIEL, el think tank liderado por Ricardo López Murphy.

### Secretario de Inteligencia
De Santibañes fue designado Secretario de Inteligencia por su amigo íntimo y vecino, el presidente Fernando de la Rúa. Sus primeros días en el cargo se vieron sacudidos por el suicidio de María Teresa Toledo, una empleada de la división de Arquitectura de la SIDE que saltó desde una ventana del décimo piso de la sede del organismo. Los mayores descontentos sucedieron cuando Santibañes despidió a 1.200 empleados, reduciendo drásticamente la capacidad operativa de la secretaría.
El más mediático de los escándalos, sucedió cuando Santibañes quedó implicado en el escándalo de coimas en el Senado argentino en el 2000, en el que la SIDE ofreció cinco millones de pesos que luego serían usados para sobornar a seis senadores y al Secretario parlamentario, Mario Pontaquarto, para que apoyen una ley de flexibilización laboral, que contaba con apoyo del Poder ejecutivo, en abril de ese año. De Santibañes reaccionó dando entrevistas en la que criticaba la alianza política del gobierno, declarando que debía disolverse ya que obstaculizaba el crecimiento económico. Su renuncia fue reclamada por miembros del Frepaso, el partido minoritario de la Alianza, y el vicepresidente Carlos Álvarez. De Santibañes renunció a la SIDE el 23 de octubre de 2000.
Junto a su antecesor estuvo procesado en la causa que investigó el supuesto pago de sobornos en el Senado para aprobar la ley de flexibilización laboral. El escándalo marcó el principio del fin del Gobierno de la Alianza. Los primeros procesados sin prisión preventiva en esta causa por presunto "cohecho" fueron De Santibañes, los exsenadores José Genoud (UCR-Mendoza) y Emilio Cantarero (PJ-Salta), y el exsecretario parlamentario Mario Pontaquarto, también radical que se autoincriminó. Después de una investigación que incluyó un examen del movimiento de dinero de las cuentas de la Secretaría de Inteligencia que no encontró evidencia que respaldara la versión de Pontaquarto, todos los imputados fueron absueltos en diciembre de 2012 por los jueces Miguel Pons, Guillermo Gordo y Fernando Ramírez por considerarse que no era posible probar ningún delito. Finalmente, la Cámara Federal de Casación confirmó la sentencia.
En 1999 el exfiscal Luis Moreno Ocampo lo denunció ante la Oficina Anticorrupción, involucrando también a Ricardo Gil Lavedra, Ministro de Justicia, por "tráfico de influencias" en beneficio de directivos del Banco Galicia en una causa judicial. Según el fiscal Ocampo, el gobierno de De la Rúa, envió a un "emisario" en nombre de Gil Lavedra que "operara" en la causa a favor de Eduardo Escasany, presidente del Galicia con el apoyo de Santibáñez.
Luego de su renuncia, de Santibañes se dedicó en Chicago, Estados Unidos, al negocio del cuidado de sus caballos árabes y negocios inmobiliarios y financieros. Años después, durante el gobierno de Néstor Kirchnen la SIGEN, a cargo de Rafael Bielsa, demostró que en el primer semestre del año 2000, durante el gobierno de De la Rúa, había gastado sin rendir entre 10 y 11 millones de dólares.
En 2006 fue procesado por la adquisición irregular de tierras en la Patagonia. Se le imputa haberle ocasionado pérdidas con esta operación al Banco Ciudad por unos 10 millones de dólares. El procesamiento es por el delito de malversación de caudales públicos, siendo dictado un embargo sobre sus bienes por rews millones de pesos. El fiscal Ramos Padilla dio a entender que De la Rúa, jefe de Gobierno porteño al momento de estos hechos, fue una influencia clave para operar exitosamente con el Banco Ciudad, especialmente con el entonces director del banco, Horacio Chighizola, que también resultó procesado por la presunta malversación.